# Parajotus cinereus
Parajotus cinereus är en spindelart som beskrevs av Wesolowska 2004. Parajotus cinereus ingår i släktet Parajotus och familjen hoppspindlar. Inga underarter finns listade i Catalogue of Life.